# Дурнов Костянтин Володимирович
Костянтин Володимирович Дурнов (21 квітня 1984, м. Мінськ, Білорусь) — білоруський хокеїст, захисник. Виступає за «Шахтар» (Солігорськ) у Білоруській Екстралізі. Майстер спорту. 
Вихованець хокейної школи «Юність» (Мінськ). Виступав за «Юність» (Мінськ),  «Крила Рад-2» (Москва), ХК «Брест», «Німан» (Гродно), «Металург» Жлобин.
У складі національної збірної Білорусі провів 3 матч (1 гол). У складі молодіжної збірної Білорусі учасник чемпіонатів світу 2002 і 2003. У складі юніорської збірної Білорусі учасник чемпіонатів світу 2001 (дивізіон I) і 2002.
Досягнення
- Чемпіон Білорусі (2004, 2012, 2015), бронзовий призер (2009, 2011)
- Володар Кубка Білорусі (2011), фіналіст Кубка Білорусі (2010).